# Toivionjärvi
Toivionjärvi är en sjö i Finland. Den ligger i kommunen Ruovesi i landskapet Birkaland, i den södra delen av landet, 190 km norr om huvudstaden Helsingfors. Toivionjärvi ligger 134,4 meter över havet. Arean är 54,4 hektar och strandlinjen är 4,51 kilometer lång. Sjön  ingår i Kumo älvs huvudavrinningsområde.   I omgivningarna runt Toivionjärvi växer i huvudsak barrskog. Den sträcker sig 1,5 kilometer i nord-sydlig riktning, och 0,7 kilometer i öst-västlig riktning.